# Полошково (Козельский район)
Полошково — деревня в Козельском районе Калужской области. Входит в состав Сельского поселения «Село Нижние Прыски».
Деревня расположена на правобережье реки Серёна, примерно в 5 км к северу от села Нижние Прыски.

## Население
На 2010 год население составляло 32 человека.